# Calpocalyx ngouiensis
Calpocalyx ngouiensis é uma espécie de legume da família Leguminosae.
Pode ser encontrada nos seguintes países: Camarões e Gabão.